# Championnat de France de rugby à XIII 1985-1986
Navigation
Édition précédente Édition suivante
Le Championnat de France de rugby à XIII 1985-1986 oppose pour la saison 1985-1986 les meilleures équipes françaises de rugby à XIII.

## Classement de la première phase

### Poule 1
| Classement | Club               | Points |
| 1er        | XIII Catalan       | 36     |
| 2e         | Saint-Estève       | 33     |
| 3e         | Le Pontet          | 30     |
| -          | Toulouse           | 30     |
| 5e         | Villeneuve-sur-Lot | 27     |
| 6e         | Lézignan           | 26     |
| 7e         | Paris-Châtillon    | 19     |
| -          | Avignon            | 19     |

|  | Qualifié pour les quarts-de-finale                       |
|  | Qualifiés pour les barrages d'accès aux quarts de finale |

Ce classement de la Poule 1 ne prend pas en compte le match Saint-Estève contre Le Pontet lors de la dernière journée à la suite d'un coup de poing d'un joueur de Saint-Estève sur l'arbitre, ce match fut donc arrêté à la 76e minute.

### Poule 2
| Classement | Club          | Points |
| 1er        | Carcassonne   | 32     |
| -          | Carpentras    | 32     |
| 3e         | Albi          | 30     |
| 4e         | Cavaillon     | 28     |
| -          | Saint-Gaudens | 28     |
| 6e         | Villefranche  | 26     |
| 7e         | Pia           | 24     |
| -          | Limoux        | 24     |

|  | Qualifiés pour les barrages d'accès aux quarts de finale |

## Phase finale

### Barrages
| 13 avril 1986 | Lézignan | 24 - 12 | Albi | Toulouse |
| 13 avril 1986 |          |         |      | Toulouse |
| 13 avril 1986 |          |         |      | Toulouse |

| 13 avril 1986 | Avignon | 34 - 14 (a.p.) | Carcassonne | Saint-Estève |
| 13 avril 1986 |         |                |             | Saint-Estève |
| 13 avril 1986 |         |                |             | Saint-Estève |

| 13 avril 1986 | Paris-Châtillon | 0 - 68 | Carpentras | Roanne |
| 13 avril 1986 |                 |        |            | Roanne |
| 13 avril 1986 |                 |        |            | Roanne |

## Tableau final
|  | Quarts de finale               | Quarts de finale             |              |    | Demi-finales                 | Demi-finales                 |  |  | Finale                    | Finale                    |
|  | Quarts de finale               | Quarts de finale             |              |    | Demi-finales                 | Demi-finales                 |  |  | Finale                    | Finale                    |
|  |                                |                              |              |    |                              |                              |  |  |                           |                           |
|  | le 26 avril 1986 à Cavaillon   | le 26 avril 1986 à Cavaillon |              |    | Le 17 mai 1986 à Carcassonne | Le 17 mai 1986 à Carcassonne |  |  | Le 25 mai 1986 à Toulouse | Le 25 mai 1986 à Toulouse |
|  | le 26 avril 1986 à Cavaillon   | le 26 avril 1986 à Cavaillon |              |    | Le 17 mai 1986 à Carcassonne | Le 17 mai 1986 à Carcassonne |  |  | Le 25 mai 1986 à Toulouse | Le 25 mai 1986 à Toulouse |
|  | Le Pontet                      | 15                           |              |    | Le 17 mai 1986 à Carcassonne | Le 17 mai 1986 à Carcassonne |  |  | Le 25 mai 1986 à Toulouse | Le 25 mai 1986 à Toulouse |
|  | Le Pontet                      | 15                           |              |    | Le 17 mai 1986 à Carcassonne | Le 17 mai 1986 à Carcassonne |  |  | Le 25 mai 1986 à Toulouse | Le 25 mai 1986 à Toulouse |
|  | Avignon                        | 8                            |              |    | Le 17 mai 1986 à Carcassonne | Le 17 mai 1986 à Carcassonne |  |  | Le 25 mai 1986 à Toulouse | Le 25 mai 1986 à Toulouse |
|  | Avignon                        | 8                            | Le Pontet    | 15 |                              |                              |  |  | Le 25 mai 1986 à Toulouse | Le 25 mai 1986 à Toulouse |
|  | le 26 avril 1986 à Carcassonne |                              | Le Pontet    | 15 |                              |                              |  |  | Le 25 mai 1986 à Toulouse | Le 25 mai 1986 à Toulouse |
|  |                                | Saint-Estève                 | 2            |    |                              |                              |  |  | Le 25 mai 1986 à Toulouse | Le 25 mai 1986 à Toulouse |
|  | Saint-Estève                   | Saint-Estève                 | 2            | 24 |                              |                              |  |  | Le 25 mai 1986 à Toulouse | Le 25 mai 1986 à Toulouse |
|  | Saint-Estève                   |                              |              | 24 |                              |                              |  |  | Le 25 mai 1986 à Toulouse | Le 25 mai 1986 à Toulouse |
|  | Lézignan                       | 14                           |              |    |                              |                              |  |  | Le 25 mai 1986 à Toulouse | Le 25 mai 1986 à Toulouse |
|  | Lézignan                       | 14                           | Le Pontet    | 14 |                              |                              |  |  |                           |                           |
|  | le 27 avril 1986 à Lézignan    |                              | Le Pontet    | 14 |                              |                              |  |  |                           |                           |
|  |                                | XIII Catalan                 | 2            |    |                              |                              |  |  |                           |                           |
|  | XIII Catalan                   | XIII Catalan                 | 2            | 39 |                              |                              |  |  |                           |                           |
|  | XIII Catalan                   | Le 18 mai 1986 à Limoux      |              | 39 |                              |                              |  |  |                           |                           |
|  | Carpentras                     | 14                           |              |    |                              |                              |  |  |                           |                           |
|  | Carpentras                     | 14                           | XIII Catalan | 30 |                              |                              |  |  |                           |                           |
|  | le 27 avril 1986 à Albi        |                              | XIII Catalan | 30 |                              |                              |  |  |                           |                           |
|  |                                | Villeneuve-sur-Lot           | 12           |    |                              |                              |  |  |                           |                           |
|  | Villeneuve-sur-Lot             | Villeneuve-sur-Lot           | 12           | 7  |                              |                              |  |  |                           |                           |
|  | Villeneuve-sur-Lot             |                              |              | 7  |                              |                              |  |  |                           |                           |
|  | Toulouse                       | 5                            |              |    |                              |                              |  |  |                           |                           |
|  | Toulouse                       | 5                            |              |    |                              |                              |  |  |                           |                           |

## Finale (25 mai 1986)
(mt : 8 - 0)
Points marqués :
- Le Pontet : 3 essais de Couston (21e), Kaminski (62e) et Bergé (79e) ; 2 transformations de Bergé (21e) et Rocci (62e) ; 1 pénalité de Bergé (3e) ; 1 drop de Rocci (66e).
- XIII Catalan : 1 essai de Delaunay (49e) ; 1 transformation de Pallarès (49e)

Évolution du score : 2-0, 8-0 (mi-temps), 8-6, 14-6, 15-6, 19-6 
Arbitre : M. Rascagnères (Roussillon)
Spectateurs : 6 702
Recette : 287 330 francs
Composition des équipes :
- Le Pontet : Patrick Rocci - Didier Couston, Denis Bergé, Steve Lipiatt, Étienne Kaminski - Tim Wilby (o), Thierry Bernabé (m) - Serge Titeux, Christian Maccali, José Giné, Adrian Rovère, Thierry Vadon, Marc Palanques (c) - Jacques Imbert , Marcel Criotier, Thierry Blachère, Éric Stefani - Entraîneur : Marius Frattini
- XIII Catalan : Serge Pallarès - Didier Pallarès, Sébastien Rodriguez, Guy Delaunay, Thierry Naudo - Jean-Jacques Naudo (o), Ivan Grésèque (m) - Didier Prunac, Patrick Baco, Dominique Verdière, Jean-Jacques Cologni, Pierre Montgaillard, Francis Laforgue - Borreil, Philippe Graëlls, Claude Gibert, Ballanéda - Entraîneur : Yvon Gourbal

## Effectifs des équipes présentes
| Le Pontet          | Denis Bergé Thierry Bernabé Thierry Blachère Raymond Chacon Didier Couston Marcel Criotier Matthew Elliott José Giné Goyn Jacques Imbert Étienne Kaminski Steve Lipiatt Christian Maccali John Maguire Olivier Molitor Marc Palanques Jean-Marc Rocci (m) Patrick Rocci (o) Adrian Rovere Greg Sheridan Éric Stefani Serge Titeux Thierry Vadon Tim Wilby Entraîneur : Marius Frattini | XIII Catalan | Abdrajah Baba Patrick Baco Jean-Jacques Cologni Guy Delaunay Pierre Flovie Claude Gibert Philippe Graëlls Ivan Grésèque Francis Laforgue (o) Guy Laforgue Lavaux Bernard Llong Philippe Mabit Pierre Montgaillard Jean-Jacques Naudo Thierry Naudo D. Pallarès Serge Pallarès Klaus Perkovic (m) Didier Prunac Éric Roudayre Dominique Verdière Entraîneur : Yvon Gourbal |
| Saint-Estève       | Ayel Abet Baklouch Mohamed Belmaziz Patrice Bolchakoff Jean-Marie Bosc (c) Patrick Casas Bernard Guasch William Cerri Serge Costals Bernard Guasch (m) Bruno Guasch Mathieu Khedimi Patrick Marginet Roger Palisses (o) Didier Pérez Serge Pérez Steve Robinson Jean-Luc Tène Entraîneur : Marcel Pillon                                                                               | Toulouse     | Georges Aillères Pierre Aillères Baccou Dominique Baloup Jean-Louis Bezard Duviau Fabardine Philippe Fourquet Joubioux Francis Lope Michel Meneghin Montal André Pérez |
| Villeneuve-sur-Lot | Carasco Max Chantal Joël Conduché Constanzo Dachary Patrick Duluc Lafourcade Pascal Laroche Alain Maury Patrick Pedrazzani Jean-Luc Rabot Jean-Bernard Saumitou Daniel Verdès Martial Vrech | Lézignan     | Henri Albérola Georges Alquier Bernard Patrice Bourrel Capeillères Robert Clottes Dominique Espugna Jérôme Ferret Guy Garcia Pascal Hurtado Lamiri Hugues Ratier Guy Sourès |
| Paris-Châtillon    | Tas Baitieri Bastien Calas Hérold Lee Lefort C. Lotrian G. Lotrian John Maguire Yannick Mantese Jean-Philippe Pougeau A. Rillardon Sullivan Wilby | Avignon      | Marc Balleroy Frédéric Bissière Bussing Didier Buttignol Thierry Buttignol Dumarché Patrick Entat Gérard Faure Daniel Giacomoni Gooding Jouffret Roque Richard Rouqueirol Didier Savonne |
| Carcassonne        | Patrick Albérola Bruno Courbis Jean-François Da Ré Régis Escamilla Gril Hervé Guiraud J-P. Palanques Robert Ripoll Rodriguez Philippe Sokolow Patrick Trinque | Carpentras   | Carrière Didier Comtat Danjaume Drouet J. Gayé Keeham Martinez Gary McTeague Franck Romano Christian Scicchitano Nordine Tamghart Yves Tisseyre |
| Albi               | C. Balez D. Balez Brencz Chamayou E. Costes François Cunnac Durand Lacombe Lacroix Lapeyre Meurin Puech Rabaud Roux Stein | Cavaillon    | Cagnac Chastan Ghéraldi Gonzales Herrero Lantalsi Liens D. Mathieu Mercadal Christian Pirreda Scanzi Vella |
| Saint-Gaudens      | Allengri Challain Gilles Dumas C. Estadieu Ferran Fischer Lionel Garrigues Philippe Gestas Laye Yves Storer Wright | Villefranche | A. Bonnet Jacques Bouscayrol Hardy Laumond Lorant Meyran Reygasse |
| Pia                | Philippe Ambert Cherry Coteil Esponella Francis Gomez J. Gomez Y. Gomez Gout Hill Mimouni Jean-Jacques Ribes Michel Roses Salgado Torres | Limoux       | Daniel Bonnet Daniel Divet Frileux Paul Gentil Jacques Laguens Luc Mendez José Moya Klaus Perkovic Ripoles Jean-François Vassal Michel Tubau Jean-Marc Vergnes |